# Герман Герінг
Ге́рман Вільге́льм Герінг (нім. Hermann Wilhelm Göringⓘ; 12 січня 1893, Розенгайм, Баварія — 15 жовтня 1946, Нюрнберг, Бізонія) — німецький політичний, державний і військовий діяч часів Третього Райху, рейхсміністр авіації, рейхсмаршал (1940), СА-обергрупенфюрер (1 січня 1933), почесний СС-обергрупенфюрер і генерал поліції. Президент Рейхстагу, міністр-президент та рейхсштатгальтер Пруссії. Кавалер Pour le Mérite (1918), Великого (1940) та Лицарського хрестів Залізного хреста (1939).
Найближчий соратник Адольфа Гітлера, названий «наці номер два», другий після А. Гітлера військовий і економічний керівник Третього Райху. Брав участь у Першій світовій війні, був льотчиком-асом, командиром ескадрильї. Від 1922 року — член Націонал-соціалістичної робітничої партії Німеччини (НСДАП) і керівник штурмових загонів.
Як політичний уповноважений А. Гітлера (від 1930) та голова Райхстагу (від серпня 1932) відіграв активну роль у встановленні диктатури НСДАП, після чого став імперським міністром авіації й головою уряду Пруссії. Головнокомандувач повітряних сил (від 1935). Керівник одного з найбільших державних промислових концернів (нім. Reichswerke Hermann Göring), який був створений шляхом приєднання підприємств окупованих Німеччиною країн.
Один з організаторів терору в Німеччині та в окупованих Німеччиною країнах. Причетний до організації «остаточного розв'язання єврейського питання». На Нюрнберзькому процесі визнаний одним з головних військових злочинців. Засуджений до смертної кари через повішення.

## Біографія

### Дитинство та юність

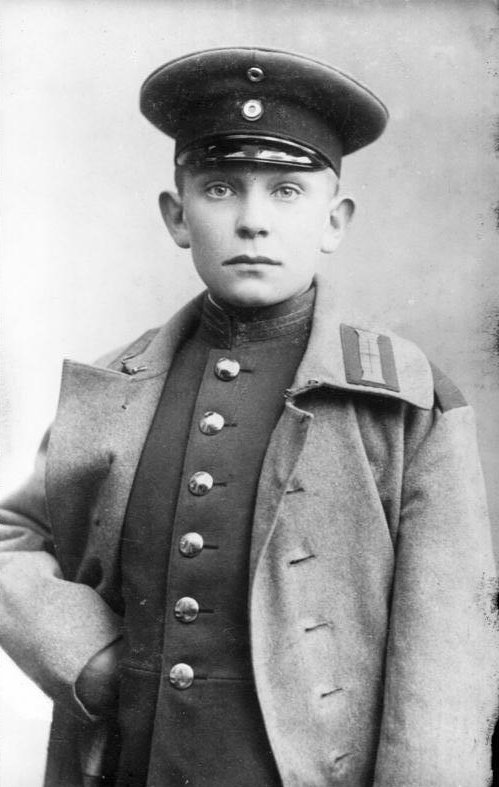
Герінг, 1907 рік

Народився 12 січня 1893 року в Марієнбадському санаторії біля м. Розенгайм (Баварське королівство) в сім'ї можновладного чиновника імперської колоніальної адміністрації Генріха Ернста Ґерінга — особистого друга славетного канцлера Німеччини князя Отто фон Бісмарка й завзятого прихильника пангерманістських переконань. Генріх Герінг закінчив Боннський і Гейдельберзький університети, служив офіцером прусської армії в кінноті. У 1885 році він отримав пост 1-го генерал-губернатора німецької Південно-Західної Африки (сучасна Намібія). Герінги були дуже заможними й впливовими людьми, їм належали два замки в Баварії та Австрії. Але, рано овдовілий, лишившись з п'ятьма дітьми від першого шлюбу, доктор Герінг одружився вдруге з молодою тиролькою, яку незабаром він вивіз до свого нового місця служби, на Гаїті, куди був призначений. Перед народженням Германа Герінга його мати Франціска «Фанні» Тіфенбрунн (нім. Franziska "Fanny" Tiefenbrunn) (1859–1923) була відправлена до Баварії. Після смерті батька в грудні 1913 року опікуном його сім'ї став багатий і могутній аристократ Ріттер Герман фон Епенштейн, який, до всього іншого, був хрещеним батьком Германа й коханцем його матері.

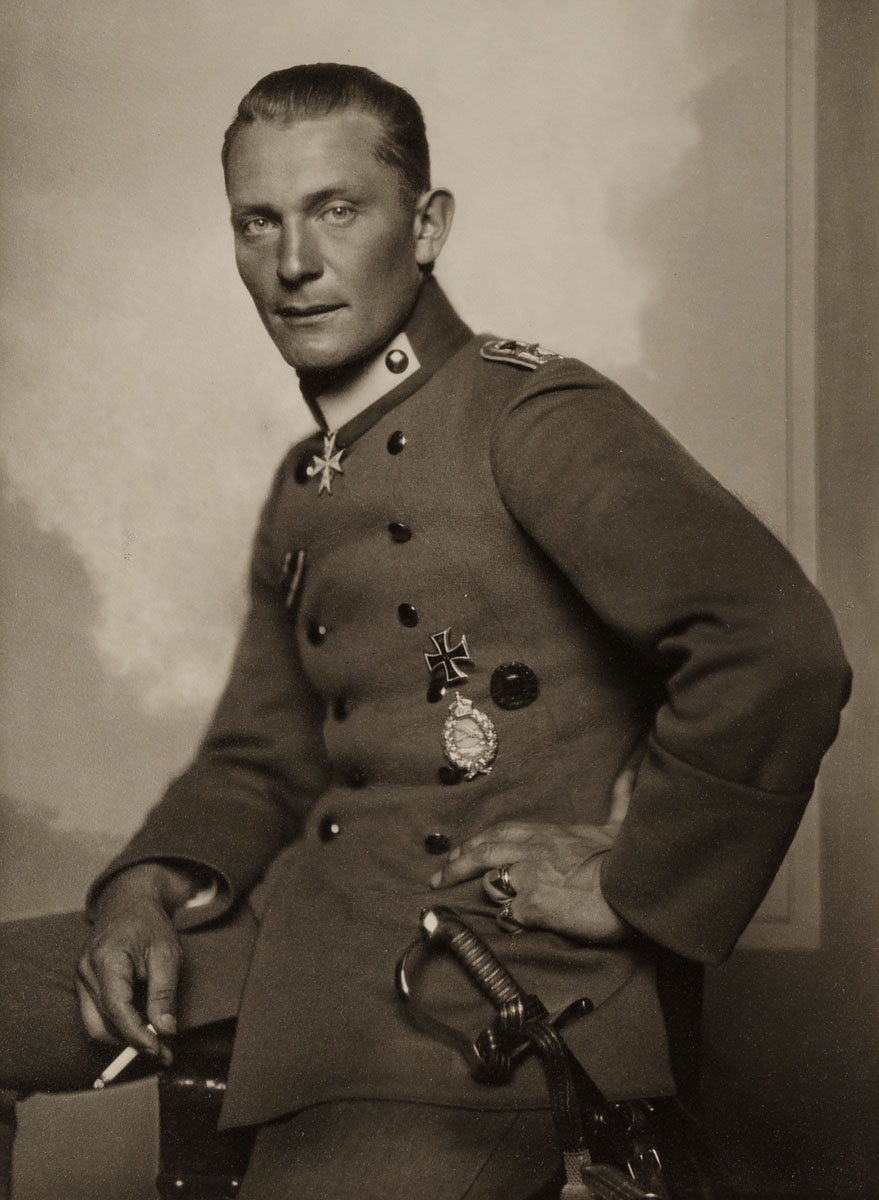
Герінг, 1917 рік

Герман ріс конфліктною дитиною. Його виганяли з усіх шкіл, де йому доводилось вчитися, за агресивність і непокірність. Зрештою, батько вирішив віддати його до кадетської школи в Карлсруе, звідки він був переведений до престижного кадетського корпусу Грос-Ліхтерфельд в Берліні. У березні 1912 року Ґерінг вдало закінчив цю школу, ставши одним з перших за успішністю, й отримав призначення на службу в 112-й піхотний полк принца Вільгельма, який квартирував у Мюльгаузені (Ельзас), з присвоєнням військового звання молодшого лейтенанта. Тоді йому щойно виповнилося 19 років.
Військова кар'єра
- 20 січня 1914 — лейтенант
- 18 серпня 1917 — оберлейтенант
- 8 червня 1919 — гауптман

- 31 серпня 1933 — генерал від інфантерії
- 1 березня 1935 — генерал авіації
- 20 квітня 1936 — генерал-полковник
- 4 лютого 1938 — генерал-фельдмаршал
- 19 липня 1940 — рейхсмаршал

### Перша світова війна
Рутина гарнізонної служби була чужа енергійному молодому чоловікові, й Ґерінг із захопленням сприйняв звістку про початок Першої світової війни. Війну розпочав у званні піхотного лейтенанта, брав участь у боях на Західному фронті (у Вогезах), але захворів на ревматоїдний артрит і був відправлений до шпиталю. Там його відвідав колишній товариш по службі в полку Бруно Лерцер, який пройшов підготовку на пілота й переконав Герінга приєднатися до нього. Наприкінці 1914 року Герінг пройшов перепідготовку, й з 1915 року почав літати спостерігачем з Лерцером у складі FFA 25. 25 березня 1915 року обидва пілоти за бойові заслуги отримали особисто від кронпринця Вільгельма Залізний хрест 1-го класу.

Винищувач Германа Герінга Albatros D.III. Перша світова війна. 1917

Спочатку Герман Герінг літав у ролі спостерігача, потім — пілотом розвідувальної та бомбардувальної авіації. Під час битви за Верден Герінг літав на Albatros B.I, який пілотував Бруно Лерцер; водночас спостерігачеві доводилося проявляти акробатичні таланти: вчепившись ногами за сидіння, Герман звисав за борт і фотографував ворожі позиції з положення «догори ногами». Незабаром він став брати із собою в польоти кулемет, і після виконання фотографування Герман обов'язково починав обстрілювати французьких солдатів. Кілька разів Лерцеру й Герінгу довелося вступати в повітряні бої, й доволі успішно: вогнем кулемета Германа було збито 2 ворожих аероплани. А в червні 1915 року, коли в Німеччині пішли розмови про появу нового роду авіації, Герінг вступив на курси пілотів, щоби стати льотчиком-винищувачем. Тут честолюбний лейтенант дуже здивував інструкторів своїми природженими талантами пілота: за весь час навчання він не розбив жодного аероплана — випадок небувалий в авіашколах того часу.
Восени 1915 року Герман Герінг нарешті став льотчиком-винищувачем. У жовтні 1915 року він був направлений у винищувальну ескадрилью Jasta 5. Він уже здобув 2 перемоги (одну непідтверджену) як спостерігач, а з березня 1916 року почав літати на одномісному винищувачі Fokker Е.III у своїй частині, у складі КЕК Stenay, а з 9 липня 1916 року в складі КЕК Metz. У листопаді 1916 року йому вдалося пошкодити один з перших британських важких бомбардувальників фірми Handley Page. При цьому він сам зазнав атаки 6 винищувачів прикриття. Літак Герінга виявився зрешечений кулями, дві з яких потрапили в пілота. Стікаючи кров'ю, німець на гранично малій висоті дотягнув до власних позицій і завалився на кладовище. Від загибелі його врятувало тільки те, що поруч із цвинтарем виявився госпіталь, і Герману вчасно зупинили кровотечу. Роздроблене стегно стало причиною того, що лікування затягнулося — Ґерінг повернувся на фронт лише в лютому 1917 року.
Коли він повернувся до лав авіації, бувши визнаним одним з найкращих льотчиків-винищувачів Німеччини, у травні 1917 року отримав призначення на посаду командира 27-ї ескадрильї. На початок 1918 року за ним налічувалась 21 перемога в повітряних боях, і вже у травні він був нагороджений орденом «За заслуги» (Pour le Mérite), що вважалося в Німеччині вищою військовою нагородою. Саме тоді його переводять до знаменитої ескадрильї № 1, відомішою під назвою «Ескадрилья Ріхтгофена» — за прізвищем її першого командира барона Манфреда фон Ріхтгофена. 21 квітня 1918 року гауптман барон Ріхтхофен, який мав на своєму рахунку понад 80 перемог в повітряних боях, був збитий і загинув. Лейтенант Райнгард, який посів його місце, загинув 3 липня 1918 року.
Місце командира ескадрильї обійняв Герман Герінг. Він вступив на цю посаду 14 липня 1918 року, коли німецькі війська почали свій відхід після битви на Марні. Виявлена в боях мужність не пом'якшила для льотчиків ескадрильї № 1 всієї тяжкості поразки. Для Герінга настали важкі часи. У листопаді йому довелося повертати свої літаки та особовий склад до Німеччини. Всього за час боїв ескадрилья одержала 644 перемоги; 62 пілоти значилися в списках загиблих.
Варто зазначити, що Герман Герінг ніколи не забував про цей відрізок свого життя та про власних друзів з «Ескадрильї Ріхтгофена». Коли 1943 року один з його бойових товаришів, єврей на прізвище Лютер, виявився арештованим гамбурзьким гестапо, Герінг негайно втрутився, домігся його звільнення й узяв під своє заступництво.
Під час Першої світової війни «красунчик Герман» був дуже знаний у Німеччині — його фотографії не сходили зі шпальт газет та ілюстрованих часописів. Проте вже тоді держави-переможниці занесли німецького аса до списку військових злочинців: його ескадрилья холоднокровно скидала бомби на мирні міста. Листопадову революцію 1918 року в Німеччині, що повалила кайзера Вільгельма II й проголосила буржуазно-демократичну республіку, Герінг не сприйняв, як, втім, й більшість офіцерів-фронтовиків.
Демобілізувався Герінг наприкінці 1919 року в чині гауптмана. Він був нагороджений Залізним хрестом I ступеня, орденом Лева з мечами, орденом Карла-Фрідріха, орденом Гогенцоллернів III ступеня з мечами та орденом «За заслуги».

#### Список відомих повітряних перемог лейтенанта Германа Герінга
| № з/п | Дата бою   | Збитий літак     | Частина противника | Район бою (падіння)       | Час перемоги | Частина Герінга |
| ----- | ---------- | ---------------- | ------------------ | ------------------------- | ------------ | --------------- |
| 0     | 3.06.1915  | літак н/п        | —                  | Стене                     | —            | FFA 25          |
| 1     | 16.11.1915 | Farman           | —                  | Соммпі-Таюр               | —            | FFA 25          |
| 2     | 14.03.1916 | Caudron          | —                  | півд-сх. лісу Омон        | —            | FFA 25          |
| 3     | 30.07.1916 | Caudron          | —                  | Маме (?)                  | —            | КЕК Metz        |
| 4     | 23.04.1917 | FE.2b            | —                  | півн.-сх. Аррасу          | 17:20        | Jasta 26        |
| 5     | 28.04.1917 | Sop 1/2 Strutter | Sop 27 Esc         | півд. Сен-Кантена         | 18:30        | Jasta 26        |
| 6     | 29.04.1917 | Nieuport 17      | 6 (N) Sqdn         | Рамікур                   | 19:45        | Jasta 26        |
| 7     | 10.05.1917 | DH.4             | 55 Sqdn            | півн.-сх. Ле-Пена (?)     | 15:05        | Jasta 26        |
| 8     | 8.06.1917  | Nieuport Scout   | B1656, 1 Sqdn      | Морследе (?)              | 7:30         | Jasta 27        |
| 9     | 16.07.1917 | SE.5             | A8911, 56 Sqdn     | півн.-сх. Іпра            | 20:05        | Jasta 27        |
| 10    | 24.07.1917 | Martinsyde G100  | —                  | півд. Пассендале          | 20:45        | Jasta 27        |
| 11    | 5.08.1917  | Camel            | B2304, 70 Sqdn     | півн.-сх. Іпра            | 20:15        | Jasta 27        |
| 12    | 25.08.1917 | Sopwith          | —                  | півд.-зах. Іпра           | 8:45         | Jasta 27        |
| 13    | 3.09.1917  | DH.4             | —                  | Лампертайм                | 19:55        | Jasta 27        |
| 14    | 21.09.1917 | Bristol F2b      | A7224, 48 Sqdn*    | зах. Рулера (?)           | 9:05         | Jasta 27        |
| 15    | 21.10.1917 | SE.5a            | 84 Sqdn            | Ленсель                   | 15:45        | Jasta 27        |
| 16    | 7.11.1917  | DH.5             | —                  | півн.-зах. Пулкапелле (?) | 9:15         | Jasta 27        |
| 17    | 21.02.1918 | SE.5a            | C5325, 60 Sqdn     | Ледегем (?)               | 10:00        | Jasta 27        |
| 18    | 7.04.1918  | RE.8             | 52 Sqdn            | півд.-зах. Мервіль        | 12:50        | Jasta 27        |
| 19    | 5.06.1918  | AR.2             | —                  | Віллер-Котре              | 10:00        | Jasta 27        |
| 20    | 9.06.1918  | Spad             | —                  | півд. Коруа               | 8:45         | Jasta 27        |
| 21    | 17.06.1918 | Spad             | Esc Spa.93         | Амблені                   | 8:30         | Jasta 27        |
| 22    | 18.07.1918 | Spad             | —                  | ліс Бандри                | 8:45         | JG I            |

* лейтенанти Р. Л. Кертіс (15 перемог) та Д. П. Ф. Ун'яке (13 перемог)

### Післявоєнний час

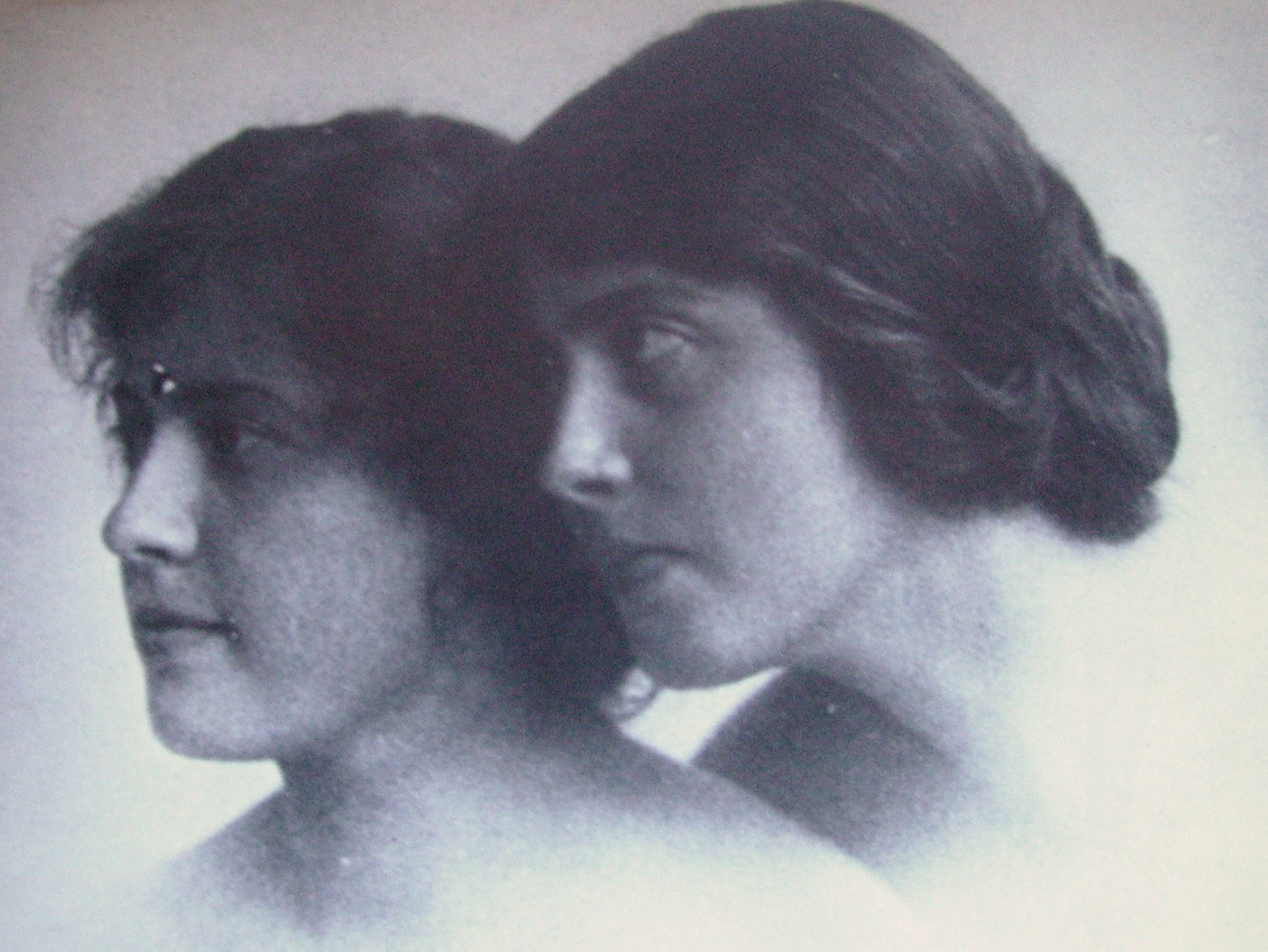
Перша дружина Герінга — Карін фон Кантцов (ліворуч) з сестрою Лілі Фок

У 1919 році після поразки Німеччини у Першій світовій війні та ліквідації Кайзерівської армії, а разом з нею й авіації Герман Герінг відмовився служити в Рейхсвері й був демобілізований. Прихильник монархічних поглядів, Герінг не сприйняв республіканської форми правління, не побажав зрадити присягу кайзерові й зректися свого принципу «За Бога, Кайзера та Вітчизну», в який щиро вірив і в котрому бачив сенс військової служби. Важливу роль відіграло також його небажання переходити з авіації в піхоту через те, що військову авіацію як рід військ Веймарській республіці за умовами Версальського миру було заборонено мати. З 1920 року Герінг бере участь у показових польотах з виконанням фігур вищого пілотажу, які проводилися в Данії та Швеції. Ці польоти організовувалися німецькими авіапромисловцями, зацікавленими в просуванні своєї продукції (цивільні літаки) на зовнішні ринки. Для цього вони залучали відомих льотчиків колишніх німецьких ПС, які опинилися не при справах. Ґерінг мав контракт з фірмою «Fokker». Неділями він катав любителів гострих відчуттів на своєму маленькому «Фоккері».
У Швеції Герінг познайомився зі своєю майбутньою дружиною-аристократкою Карін фон Кантцов (нім. Carin von Kantzow), уродженою баронесою фон Фок. Карін була високою, красивою, сентиментальною й нещасною в першому шлюбі жінкою, старшою за Герінга на п'ять років. У грудні 1922 року Карін розлучилася зі своїм чоловіком Нільсом Густавом фон Кантцов, й вже 3 січня 1923 року вони розписалися з Герінгом у Стокгольмі.
1923 року Герінг забрав Карін у чоловіка і разом з її 8-річним сином вивіз до Німеччини, у Мюнхен, де відбулося їхнє весілля. Незабаром колишній герой Першої світової війни опинився без роботи й ледве зводив кінці з кінцями. Згодом він вступив на перший курс Мюнхенського університету, не стільки заради вивчення політичних наук та історії, скільки для того, щоб його вимушене неробство виглядало респектабельно. Жив він у невеликому будиночку на околиці Мюнхена на подачки, які його дружина Карін отримувала від свого сімейства. Восени 1922 року союзники зажадали від німецького уряду видачі деяких військових злочинців. Герінг був розлючений цією вимогою, оскільки його ім'я також фігурувало в списках, представлених Францією.

### Перші зв'язки з націонал-соціалістами

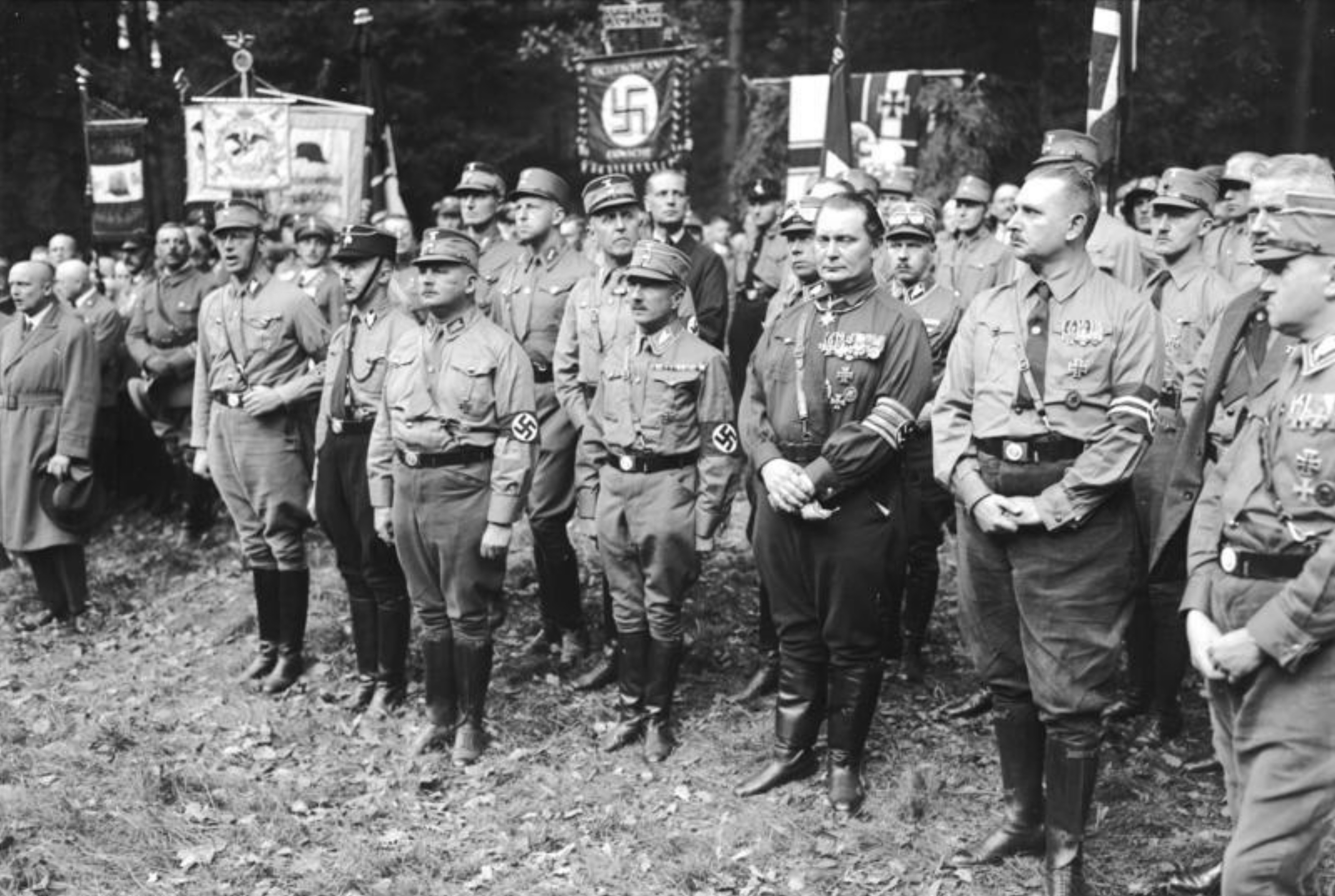
Герінг з Гіммлером та Е. Ремом серед штурмовиків СА. 11 жовтня 1931

У листопаді 1922 року в центрі Мюнхена на Кенигсплац відбувалася маніфестація, учасники якої протестували проти вимог союзників. Тут Г. Ґерінг вперше побачив А. Гітлера. За тиждень він відвідав збори НСДАП, під час яких А. Гітлер виступав з промовою. Лейтмотивом його виступу була боротьба проти «версальського диктату». Оскільки Версальський договір 1919 року зробив з блискучого офіцера Г. Герінга напівзлиденного бідолаху, що живе коштом дружини, думки оратора знайшли в нього живий відгук, і після зборів він запропонував А. Гітлерові свої послуги. Для гітлерівської партії, що лише набирала силу, герой війни Г. Герінг був справжньою знахідкою. Ще за кілька днів він вступив до нацистської партії.
А. Гітлер був явно задоволений тим, що йому вдалося дістати до числа своїх прихильників одного з героїв Першої світової війни, знаменитого льотчика і бойового офіцера колишньої кайзерівської армії. Йому подобалися наполегливість, дотепність, спритність і винахідливість нового соратника. Зростанню авторитета Герінга в націоналістично налаштованих колах також сприяла вимога Франції про видачу Германа Герінга. Хоча останньому й довелося провести кілька тривожних місяців, видача його французькій владі все ж не сталася.
На початку 1923 року А. Гітлер доручив Г. Герінгу керівництво Штурмовими загонами — СА (нім. Sturmabteilung). Г. Герінг з притаманною йому рішучістю та завзятістю взявся за справу; за кілька місяців з цього численного, але погано організованого воїнства він зробив справжню армію за допомогою військових, зокрема за сприянням Ернста Рема, який тоді виконував обов'язки командира 7-ї дивізії, одночасно бувши керівником підпільних груп міліції. Але незабаром між Е. Ремом і Г. Герінгом, прихід якого Е. Рем зустрів з невдоволенням, виникло глухе суперництво. Г. Герінг відчув у Е. Ремові небезпечного суперника. Проте завдяки суперечливому співробітництву НСДАП змогла вже до початку листопада 1923 року створити справжню армію, одягнену в сіро-зелені гімнастерки, з військовою виправкою, що мала кадри з числа колишніх бойових офіцерів, набраних за оголошеннями, опублікованими Г. Герінгом у «Фелькішер Беобахтер». Коричневі сорочки та специфічне гітлерівське вітання з'явилися значно пізніше.
9 листопада 1923 року в Мюнхені Г. Герінг був активним учасником спроби державного перевороту (так званого «Пивного путчу»). Під час перестрілки з поліцією був поранений у живіт. У перші години після сутички Г. Герінгу вдалося сховатися в будинку єврейської сім'ї Баллен і уникнути арешту. Через 20 років за участь у долі Г. Герінга родина Баллен буде врятована від знищення, що їй загрожувало.

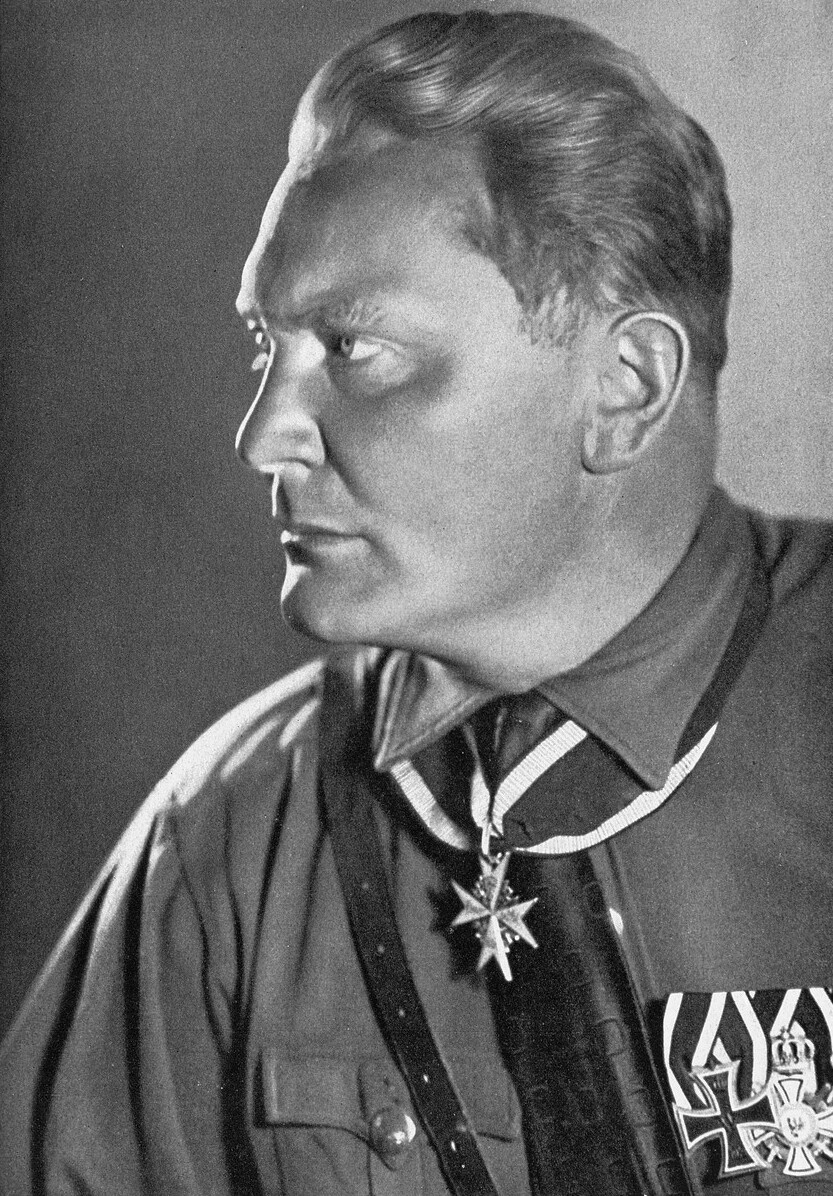
Герінг, 1932 рік

Віддані люди переправили його до Австрії (Інсбрук), де він зміг лікуватися. Герінг не міг повернутися до Німеччини, де вже був виданий ордер на його арешт. Йому довелося провести чотири роки спочатку в Австрії та Італії, а згодом у Швеції. Через запізнілий початок лікування рани погано гоїлися, приносячи гострі болі. Довелося робити уколи морфію, що призвело до психічного розладу. Поранення та вимушена бездіяльність істотно вплинули на темперамент Г. Герінга. Він став небезпечним у спілкуванні, отже, його довелося помістити в психіатричну клініку в Лангбро, потім у подібну в Конрадсберзі, згодом знову в Лангбро, звідки він недолікований був виписаний під постійне спостереження лікарів. Судовий медик Карл Лундберг, який оглянув його в клініці Лангбро, повідав, що у Г. Герінга проявився істеричний темперамент, спостерігалося роздвоєння особистості, у нього були напади слізливої сентиментальності, що перемежовувалися нападами божевільної люті, під час яких він був здатний піти на крайнощі. За словами його двоюрідного брата Герберта Герінга, сім'я вважала, що в характері Германа переважали марнославство, побоювання відповідальності й повна нерозбірливість у засобах: «Якщо треба, Герман піде по трупах». Тривале неробство, перебування в психіатричних лікарнях і госпіталях, наклали глибокий відбиток на вигляд Г. Герінга. У нього завжди була схильність до повноти, але тепер вона перейшла в ожиріння. У 32 роки він був надзвичайно гладкий, налитий нездоровим жиром, якого вже ніколи не зміг позбутися.
Коли почався суд над А. Гітлером та іншими керівниками «Пивного путчу», Г. Герінг виявив готовність повернутися до Німеччини та постати перед судом. Дізнавшись про це, А. Гітлер заборонив йому повертатися. Мотивування було таким: «зберегти себе для націонал-соціалістичного руху». Вже тоді А. Гітлер вважав Г. Герінга одним зі своїх найближчих і найздібніших соратників.

### У керівництві нацистського руху

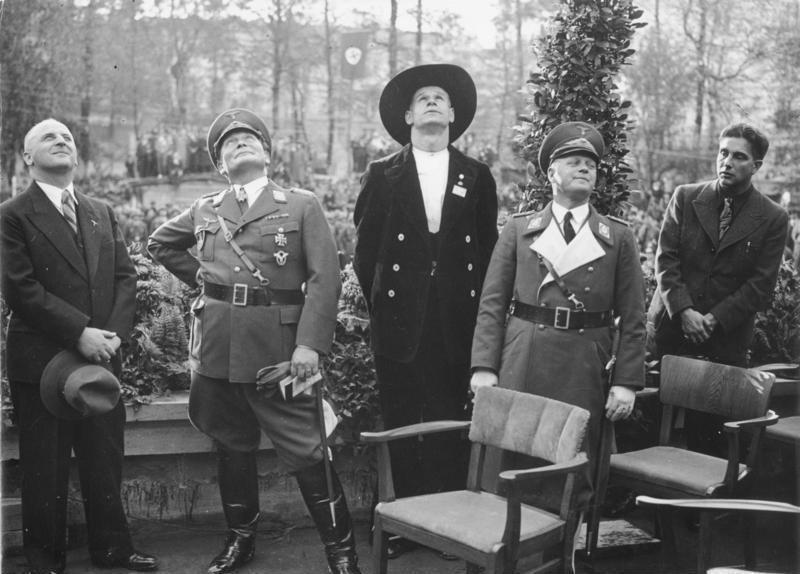
Герінг з Е.Мільхом та Е.Загебіль

1927 року уряд Веймарської республіки на чолі з Паулем фон Гінденбургом, обраним незадовго до цього президентом Німеччини, оголосив політичну амністію учасникам «Пивного путчу», що дозволило Г. Герінгу повернутися до Німеччини. Повернувшись до Мюнхена, Г. Герінг знову поринув у політичне життя. Наступного року він був обраний депутатом Райхстагу, де очолив фракцію НСДАП, що налічувала всього 12 осіб. Був експертом НСДАП з технічних питань. Використав своє перебування в Райхстагу, щоби встановити ділові контакти з багатьма керівниками великої промисловості Німеччини. Цьому багато в чому сприяли світські зв'язки Герінга і його певні дипломатичні здібності. У великосвітських салонах, віллах і замках фінансово-промислових магнатів він був своєю людиною. З кінця 1920-х років НСДАП стала швидко набирати політичної ваги й незабаром стала найбільшою в Німеччині політичною партією.
17 жовтня 1931 року після тривалої хвороби померла перша дружина Г. Герінга — Карін.
На парламентських виборах 1932 року НСДАП отримала найбільшу кількість (всього 230) мандатів у Райхстагу. Герінг був обраний головою Райхстагу і беззмінно залишався ним до 1945 року. Під його керівництвом націонал-соціалісти швидко домоглися провідної ролі в законодавчому органі країни та винесли вотум недовіри уряду Франца фон Папена — останнього кабінету Веймарської республіки. Новий уряд президент Німеччини Пауль фон Гінденбург доручив сформувати лідеру НСДАП Адольфу Гітлеру.

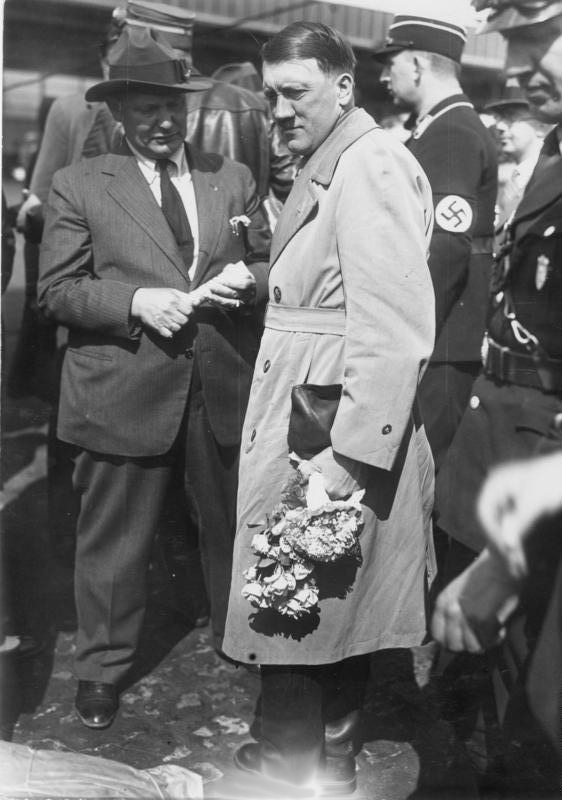
Герінг з Гітлером в аеропорту Берлін-Темпельгоф, 1932 рік

30 січня 1933 року до влади в Німеччині прийшла коаліція партій на чолі із НСДАП. Керманичем уряду (канцлером) став А. Гітлер. Г. Герінг, попри те, що продовжував залишатися головою Райхстагу, увійшов також до складу першого уряду на чолі з НСДАП, ставши «міністром без портфеля», який здійснював контроль за авіапромисловістю та міністром внутрішніх справ Пруссії. Від початку, він провів у пруській поліції загальну чистку, звільнивши близько 1,5 тисячі керівних працівників різного рангу і призначивши на їхнє місце членів НСДАП або її прихильників. Обурений таким самоуправством Г. Герінга прусський ландтаг (парламент) визнав його дії незаконними. 7 лютого 1933 року у відповідь на це «в інтересах захисту народу» контрольований НСДАП уряд розпустив ландтаг. Одночасно Герінг заборонив усі збори, походи та мітинги, «здатні порушити громадський порядок», дозволив поліції застосовувати зброю «для наведення громадського порядку» й мобілізував їй на допомогу до 30 тис. штурмовиків, надавши їм у такий спосіб офіційного статусу. Особисто організовував і здійснював набіги на місцеві організації КПН та інших опозиційних партій. Таким чином, під безпосереднім керівництвом Г. Герінга у Пруссії — найбільшій землі Німеччини — було встановлено «новий порядок». Вона стала першою в країні землею, де запанувала диктатура націонал-соціалістів.
27 лютого 1933 року в будівлі Райхстагу спалахнула пожежа. На місці злочину був затриманий голландець Марінус ван дер Люббе, колишній член Комуністичної партії Нідерландів. У підпалі будівлі націонал-соціалісти звинуватили комуністів. Пожежа стала приводом до ліквідації в Німеччині всіх конституційних свобод і встановлення диктатури націонал-соціалістів. 28 лютого, наступного дня після пожежі, був виданий і підписаний президентом П. фон Гінденбургом декрет «Про захист народу і держави». Як наслідок, були ініційовані масові репресії проти комуністичної та соціал-демократичної партій, заарештовано понад 4 тисяч їхніх членів, заборонена преса цих партій. Деякі історики вважають, що план підпалу Райхстагу був розроблений і здійснений саме під безпосереднім керівництвом Г. Герінга. А виконавцями підпалу були штурмовики СА. Одночасно з ван дер Люббе до будівлі по підземному тунелю пройшов загін штурмовиків на чолі з Карлом Ернстом, які знали про намір ван дер Люббе влаштувати підпал і розлили в приміщенні бензин, після чого втекли тим же тунелем.
5 березня 1933 року Г. Герінг став міністром-президентом Пруссії. У квітні 1933 року він створив таємну політичну поліцію і очолив її. Гестапо стало першим каральним органом в системі Третього Райху. Незабаром Г. Герінг став ініціатором створення першого у Німеччині концентраційного табору під Оранієнбургом (Заксенгаузен). Одночасно Г. Герінг очолив новостворене Імперське міністерство авіації, яке відразу ж розгорнуло діяльність з відродження німецьких ПС. Однак, обіймаючи значну кількість інших посад, він не мав можливості цілком зосередитися на роботі в новому міністерстві. Залишивши за собою лише чисто представницькі завдання та частково загальне керівництво, він всю поточну роботу передоручив своєму першому заступникові — статс-секретареві міністерства Е. Мільху (організаційні та технічні питання) і начальнику Командного управління генералу В. Веферу (військові питання). Паралельно Г. Герінг очолив ще й міністерство лісового господарства і полювання.
У серпні 1933 року президент П. фон Гінденбург підвищив його з гауптманів запасу відразу до чину повного генерала (генерала від інфантерії).

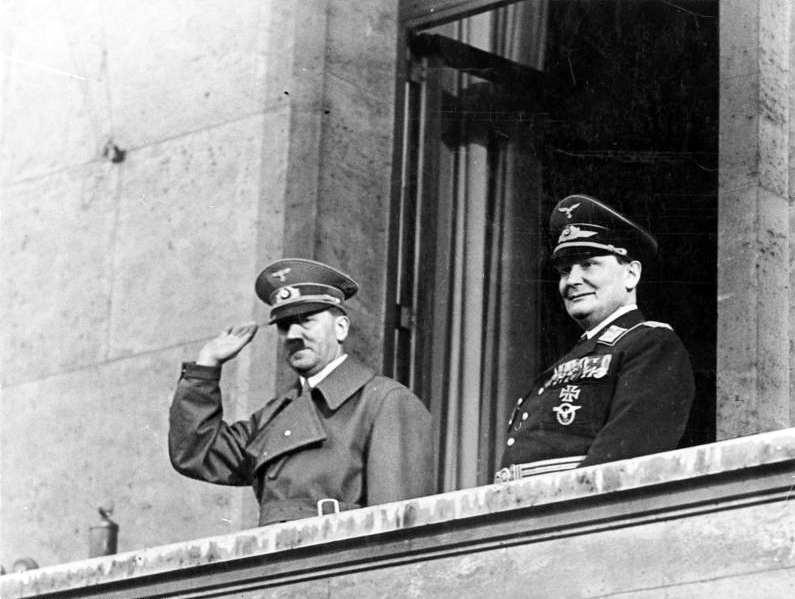
Герінг з Гітлером. Берлін. 16 березня 1938

Г. Герінг був одним з ініціаторів, натхненників та головних керівників акції проти вищого керівництва СА 30 червня 1934 року, що отримала назву «Ночі довгих ножів». Коли після смерті у серпні 1934 року президента П. фон Гінденбурга і проведеного референдуму, для А. Гітлера були об'єднані посади канцлера й президента, і введена посада «фюрер і райхсканцлер» (нім. Führer und Reichskanzler), Г. Герінг офіційно став другою після А. Гітлера особою у державі.
9 березня 1935 року А. Гітлер офіційно визнав існування ПС Німеччини, що отримали назву «Люфтваффе». Хоча це і було прямим порушенням умов Версальського договору, проте жодних діяльних наслідків з боку західних держав не мало. Головнокомандувачем Люфтваффе став Г. Герінг. Він керував організацією виробництва найновіших військових літаків і підготовкою пілотів. Очоливши німецькі ПС, залучив до керівництва ними низку асів часів Першої світової війни, серед інших і своїх товаришів по фронту. Однак більшість з них виявилися зовсім непридатними для керівної роботи в новому виді збройних сил. Найнаочнішим прикладом був прославлений німецький ас Першої світової війни оберлейтенант Ернст Удет.
1936 року Г. Герінг отримав чин генерал-полковника. Тоді ж А. Гітлер призначив його головним уповноваженим з «чотирирічного плану» розвитку економіки країни. Ставши насправді економічним диктатором Німеччини, Г. Герінг зосередив у власних руках неосяжну владу, підпорядкувавши собі всі економічні структури країни. Основне завдання, яке він поставив перед ними, полягало у пришвидшеній підготовці до війни. Влітку 1937 року, використовуючи свої необмежені можливості, Г. Герінг створює величезний (формально державний) концерн «Герман Герінг верке» (нім. Reichswerke Hermann Göring), який об'єднав багато конфіскованих у євреїв та інших «ворогів рейху» промислових підприємств.

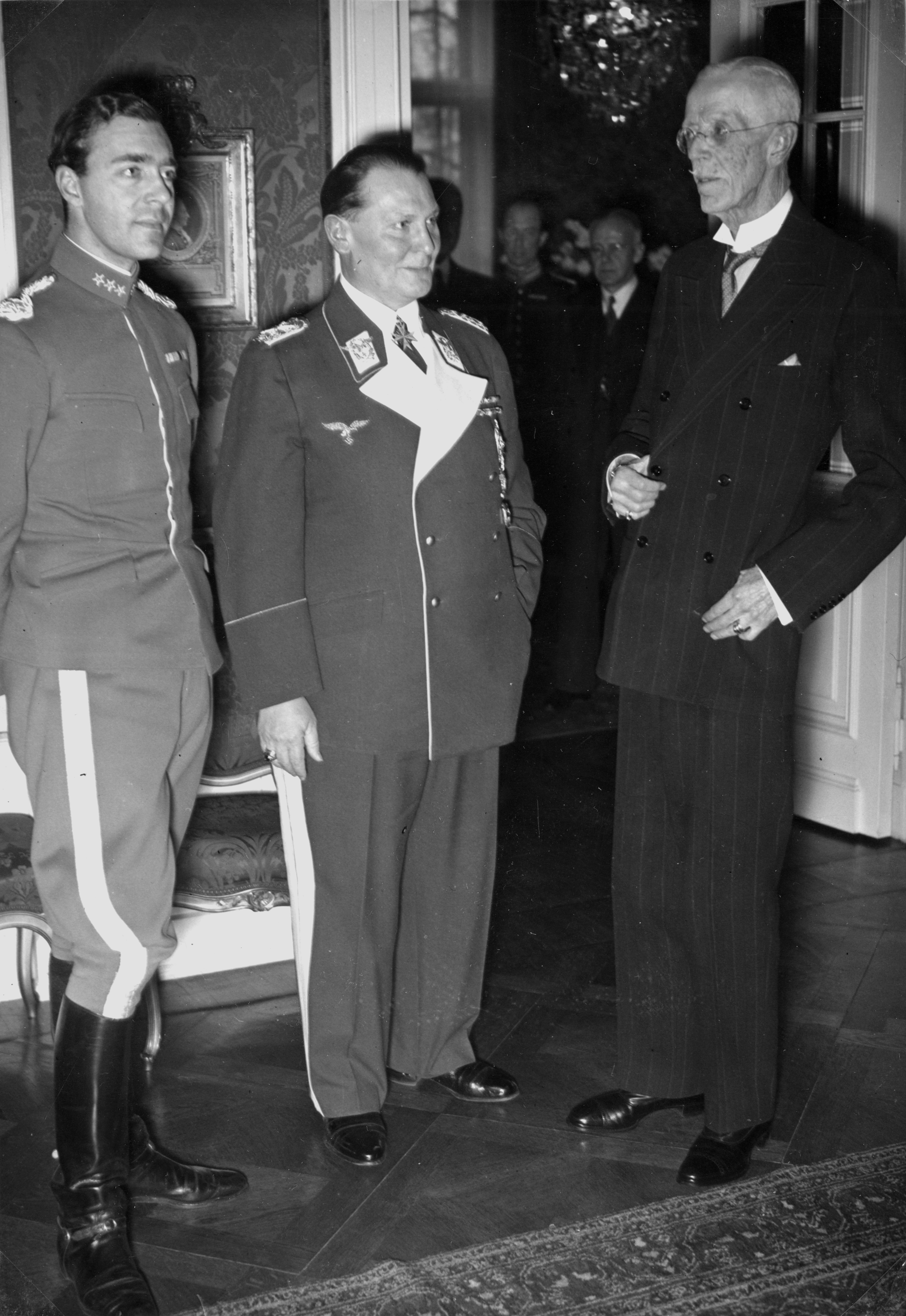
Герінг з королем Швеції Густавом V та наслідним принцом Густавом VI (ліворуч). Берлін. Лютий 1939.

Пізніше, вже під час Другої світової війни, власність цього концерну багаторазово збільшилася внаслідок захоплення численних фабрик і заводів окупованих німецькими військами країн. Так Г. Герінг перетворився на наймогутнішого з капіталістів-олігархів Третього Райху. Він мав кілька великих маєтків. В одному з них, найбільшому — Шорфхейде (нім. Schorfheide) (близько 40 км на північний схід від Берліна) — Г. Герінг спорудив розкішний палац «Карінхалле», в якому зібрав велику колекцію творів мистецтва. Початок їй було покладено завдяки конфіскацій єврейської власності. Під час війни вона поповнювалася шляхом грабунку музеїв і приватних колекцій в окупованих країнах.

### Переддень Другої світової

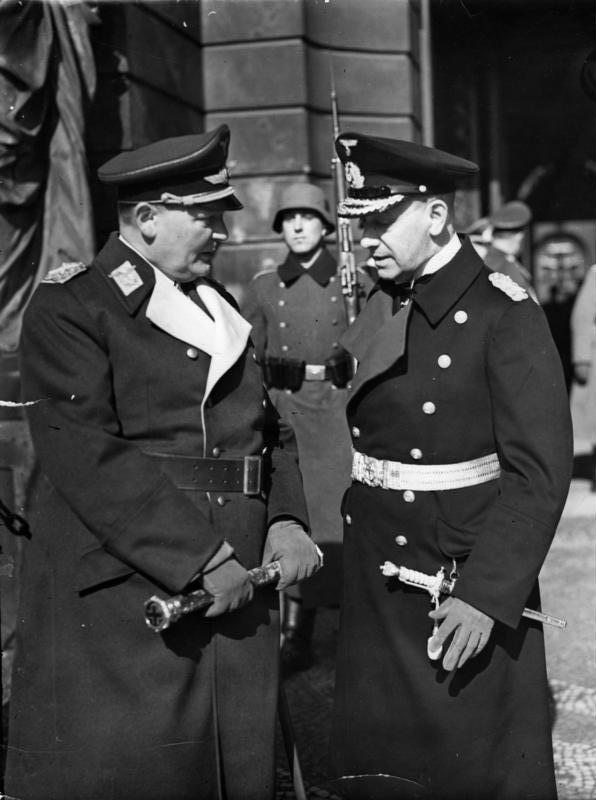
Герінг з головнокомандувачем Кригсмарине грос-адміралом Редером. 10 березня 1940

1936 року постало питання про окупацію Рейнської області. Г. Герінг, разом з керівництвом збройних сил, побоювався відповідної реакції західних держав. Але А. Гітлер відстояв своє рішення. Лідери західних держав, котрі проводили політику «умиротворення» диктатора, не вжили жодних заходів проти агресора.
Г. Герінг проявив себе на початку 1938 року як майстер політичної інтриги, діючи нахабно і цинічно, не зважаючи ні на які моральні обмеження. Прагнучи обійняти посади військового міністра і головнокомандувача збройними силами, він організував скандал у керівництві Вермахту — «справу Бломберга—Фріча», з подальшою загальною «генеральською чисткою». Зрештою, з армії з ганьбою вигнали військового міністра й головнокомандувача Вермахту генерал-фельдмаршала В. фон Бломберга, головнокомандувача сухопутними військами генерал-полковника В. фон Фріча, а також була відправлена у відставку велика група генералів, які обіймали вищі посади в німецькій армії. Але власної мети йому не вдалося досягти. Попри рекомендацію В. фон Бломберга, А. Гітлер відхилив його кандидатуру.
«Герінг занадто ледачий, — вигукнув вельми здивований пропозицією В. фон Бломберга фюрер. — У нього й так занадто багато постів».
А. Гітлер не бажав зосереджувати в руках Герінга надто багато влади, тим більше влади реальної, якою було керівництво збройними силами. Та роль, яку Г. Герінг зіграв у «справі Бломберга-Фріча», А. Гітлеру була добре відома. Втім свою відмову він постарався пом'якшити, і надав йому вище в німецькій армії військове звання — генерал-фельдмаршала.
Після звільнення Бломберга Г. Герінг понад два роки був єдиним у Німеччині чинним фельдмаршалом.
Під час аншлюсу Австрії він зіграв одну з ключових ролей, здійснюючи керівництво діями австрійських націонал-соціалістів, що були «п'ятою колоною» німецьких націонал-соціалістів в австрійській державі. 4 вересня 1938 року А. Гітлер призначив Г. Герінга своїм постійним представником у Раді міністрів.
30 серпня 1939 року А. Гітлер призначив Г. Герінга головою імперської ради оборони (нім. Reichsverteidigungsrat). Наступного дня він назвав Г. Герінга своїм правонаступником у випадку смерті.

### Друга світова війна
Під час Польської 1939 та Французької 1940 кампаній, Г. Герінг, як головнокомандувач люфтваффе, здійснював загальне керівництво бойовими діями німецької авіації. За Польську кампанію він був нагороджений Лицарським хрестом, а за Французьку — Великим хрестом Залізного хреста і, водночас, 19 липня 1940 року отримав звання Райхсмаршал Великогерманського Райху. Це був єдиний у своєму роді титул, який А. Гітлер заснував навмисно для Г. Герінга, знаючи його неймовірну пихатість.
Щоб якось виділити свого заступника з керівництва Третього Райху із загальної маси нагороджених воєначальників А. Гітлер заснував нове звання, яке стало на щабель вище за фельдмаршальський ранг. Єдиним його володарем протягом усієї війни залишався Г. Герінг. Для рейхсмаршала була встановлена (ним самим) особлива форма одягу.
Битва за Британію, що була програна Люфтваффе, серйозно підірвала віру А. Гітлера в непереможність власних військово-повітряних сил, якою так хизувався Г. Герінг і яку він спромігся вселити у фюрера, а заодно змусила його засумніватися також в здібностях Г. Герінга в ролі головнокомандувача. Його ставлення до райхсмаршала почало поступово погіршуватися. Гітлер все частіше став дорікати Г. Герінгові за недоліки в очолюваних ним відомствах. Та все ж, спеціальним декретом від 29 червня 1941 року офіційно призначив Г. Герінга своїм наступником у разі своєї смерті, а також на той випадок, якщо він, фюрер, за якою-небудь іншої причини не в змозі буде виконувати свої обов'язки.
Г. Герінг був проти війни з Радянським Союзом [джерело?], але так і не зумів переконати А. в тому, що війна на два фронти для Німеччини буде безперспективна. Поступово, впродовж війни на Сході, Люфтваффе втратили власну перевагу в повітрі. Британо-американська авіація почала здійснювати навальні повітряні нальоти на німецькі міста та промислові центри. Підпорядкована Г. Герінгу німецька ППО виявилася не в змозі протистояти її ударам, а основні сили Люфтваффе були залучені на Східному фронті. Авіаційна промисловість Німеччини, яка також перебувала у сфері відповідальності Г. Герінга, не справлялася з покладеними на неї завданнями. Внаслідок всіх цих причин вплив Г. Герінга у вищих ешелонах влади почав швидко слабшати, звинувачення на його адресу сипалися з усіх боків.

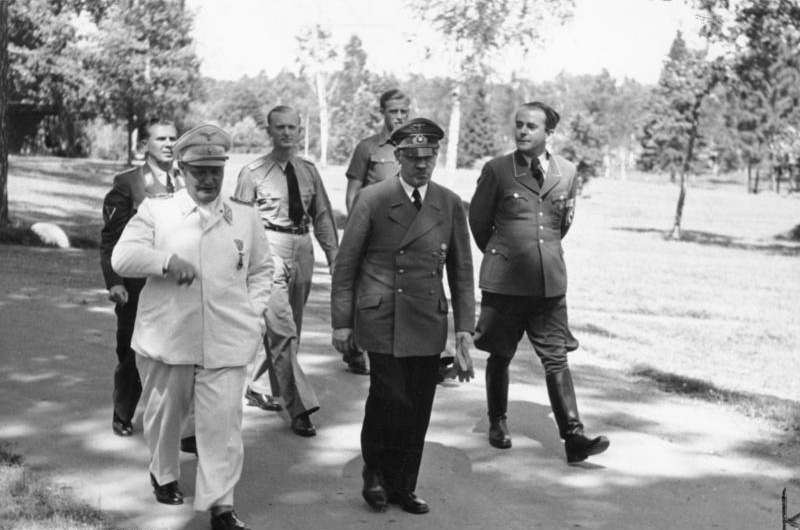
Герінг, Адольф Гітлер та Альберт Шпеєр. 10 серпня 1943

Починаючи з 1942 року повноваження Г. Герінга в економіці були різко обмежені, багато з них перейшли до нового фаворита фюрера Альберта Шпеера, призначеного на посаду імперського міністра озброєнь і боєприпасів. Нищівний удар престижу Г. Герінга завдала катастрофа німецьких військ під Сталінградом. У листопаді 1942 року він запевнив А. Гітлера, що Люфтваффе забезпечить безперебійне постачання повітрям усім необхідним оточеної під Сталінградом 6-ї польової армії генерала Ф. Паулюса. Ця обіцянка була нездійсненою, про що Г. Герінга і А. Гітлера попередили деякі з його підлеглих, котрі більше за свого начальника розуміли справжні обставини на Східному фронті. Однак Г. Герінг не бажав нікого слухати. Він намагався за будь-яку ціну повернути довіру А. Гітлера, що похитнулася. Спроба створити «повітряний міст» закінчилася повним провалом, а Люфтваффе зазнали невиправних втрат, особливо в транспортній авіації та льотних кадрах (за штурвали транспортних літаків за наказом Г. Герінга були посаджені інструктори авіаційних училищ). Після цього Г. Герінг, як воєначальник, остаточно втратив довіру А. Гітлера, який майже повністю перестав з ним рахуватися в оперативно-стратегічних питаннях.

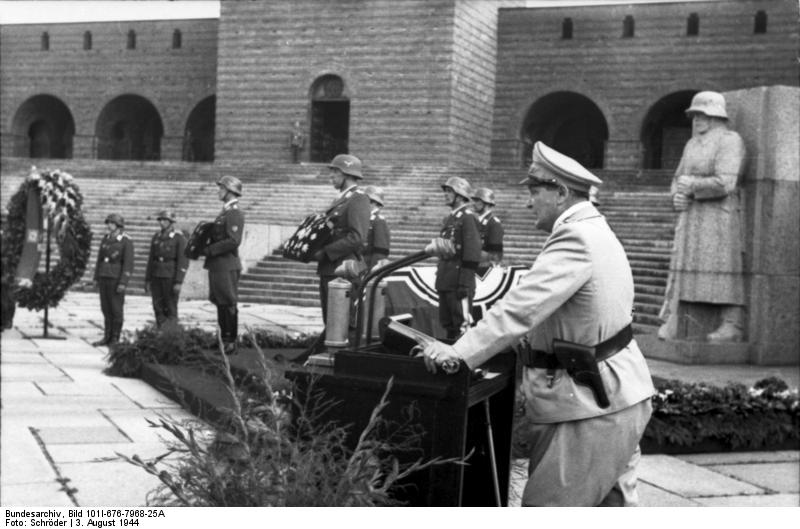
Герінг на похованні генерал-полковника Гюнтера Кортена. 3 серпня 1944

До середини 1944 року стало очевидним, що Люфтваффе зазнали нищівної поразки: їх боєздатність різко впала, втрати були величезні, загинула більшість льотчиків, з якими рейхсмаршал починав війну, поповнення, що прибувало, не могло замінити досвідчених асів і швидко вибувало з лав. Нальоти союзної авіації на Німеччину були все більш руйнівними. Терпець А. Гітлера нарешті увірвався, і він прилюдно звинуватив Г. Герінга в нездатності виконувати свої обов'язки, поклавши на нього всю відповідальність за ті жахливі руйнування, яких зазнали внаслідок нальотів ворожої авіації німецькі міста. Але, попри це, ніяких висновків щодо Г. Герінга фюрером зроблено не було, жодного зі своїх численних постів він не позбувся. Коли почалися бої за Берлін, в Оберзальцберг (Баварія), де перебував Г. Герінг, прибув начальник Генерального штабу люфтваффе генерал К. Коллер. Він поінформував свого головнокомандувача про те, що А. Гітлер, який залишився в обложеному радянськими військами Берліні, майже втратив можливість керувати державою й збройними силами. «Прийшов час діяти вам, пане райхсмаршал», — такими словами завершив свою доповідь Коллер.

### Розрив з Гітлером
23 квітня 1945 року Г. Герінг звернувся по радіо до Гітлера з проханням дати свою згоду на вступ в силу закону від 29 червня 1941 року, за яким Г. Герінг поклав на себе обов'язки голови держави.
«Мій фюрер, — радирував рейхсмаршал Гітлерові, — оскільки Ви вирішили залишитися в Берліні, чи згодні Ви, щоб я перебрав на себе загальне керівництво Райхом, як Ваш заступник, у відповідності до декрету від 29 червня 1941 року при повній свободі дій в країні та за її межами? Якщо до 10:00 вечора сьогодні не надійде відповіді, то я буду вважати, що Ви втратили свободу дій, та буду діяти в найвищих інтересах країни й нашого народу. Неможливо висловити те, що я відчуваю в найважчий час мого життя. Нехай захистить Вас Всевишній і, можливо, Ви залишите Берлін і приїдете сюди, незважаючи ні на що! Відданий Вам, Герман Герінг».
Відповідь надійшла негайно:
"Ваші дії становлять вищий ступінь зради стосовно фюрера й націонал-соціалізму. Покарання за зраду — смерть. Але, беручи до уваги ваші колишні заслуги перед партією, фюрер не накладе це вище покарання, якщо ви підете з усіх своїх постів. Відповідайте: «так» чи «ні».
Одночасно заступник А. Гітлера по партії Мартін Борман віддав наказ керівництву СС в Оберзальцбергу негайно заарештувати Г. Герінга за державну зраду. «Ви відповідаєте за це власною головою», — пригрозив М. Борман есесівцям. Декрет від 29 червня 1941 року був скасований А. Гітлером. В той же день Г. Герінг і його оточення були заарештовані загоном СС. Заарештованих розмістили на віллі, яку вони обіймали до цього.
26 квітня 1945 року Г. Герінг був зміщений А. Гітлером з посади головнокомандувача Люфтваффе, а також позбавлений всіх інших посад, чинів і нагород. Через 6 днів після арешту, коли союзна авіація піддала Оберзальберг сильному бомбардуванню, розжалуваний рейхсмаршал був переведений в замок поблизу Маутендорфу (Австрія).
29 квітня 1945 року в своєму заповіті А. Гітлер виключив Г. Герінга з партії та замість нього призначив своїм наступником грос-адмірала К. Деніца. 5 травня есесівці передали охорону Г. Герінга підрозділу Люфтваффе, який одразу ж звільнив його з-під варти. Коли йому стало відомо про самогубство А. Гітлера, він сказав своїй дружині: «Він мертвий, Еммо! Тепер я вже ніколи не зможу пояснити йому, що був вірним йому до кінця!».
8 травня Герінг виїхав назустріч американським військам котрі наступали, сподіваючись зустрітися з верховним головнокомандувачем союзними військами американським генералом Д. Ейзенхауером, щоби домовитися з ним про умови капітуляції Німеччини, хоча не мав на те жодних повноважень і нікого, крім себе, не представляв. 9 травня 1945 року Герман Герінг був затриманий американцями на дорозі з Маутерндорфа в Берхтесгаден (північно-західна Австрія). Не володіючи дійсною обстановкою, Герінг вирішив діяти у своїй звичній манері — нахабний волюнтаризм, густо замішаний на авантюризмі. А обстановка до того часу склалася наступна. Німецькі війська на Західному фронті вже кілька днів тому повністю припинили опір і в масовому порядку здавалися в полон. Ще 5 травня капітулювала група армій «G», що діяла в Баварії (генерал Ф. Шульц). У ніч на 7 травня представники уряду Деніца підписали з верховним командуванням союзників на Заході попередній протокол про капітуляцію Німеччини. Тож, вести в даній ситуації якісь переговори та про щось домовлятися було вже занадто пізно. Більш цього, союзникам було добре відомо про офіційний стан Герінга, який не мав ніяких владних повноважень, й був по суті самозванцем.

### Нюрнберзький трибунал, самогубство

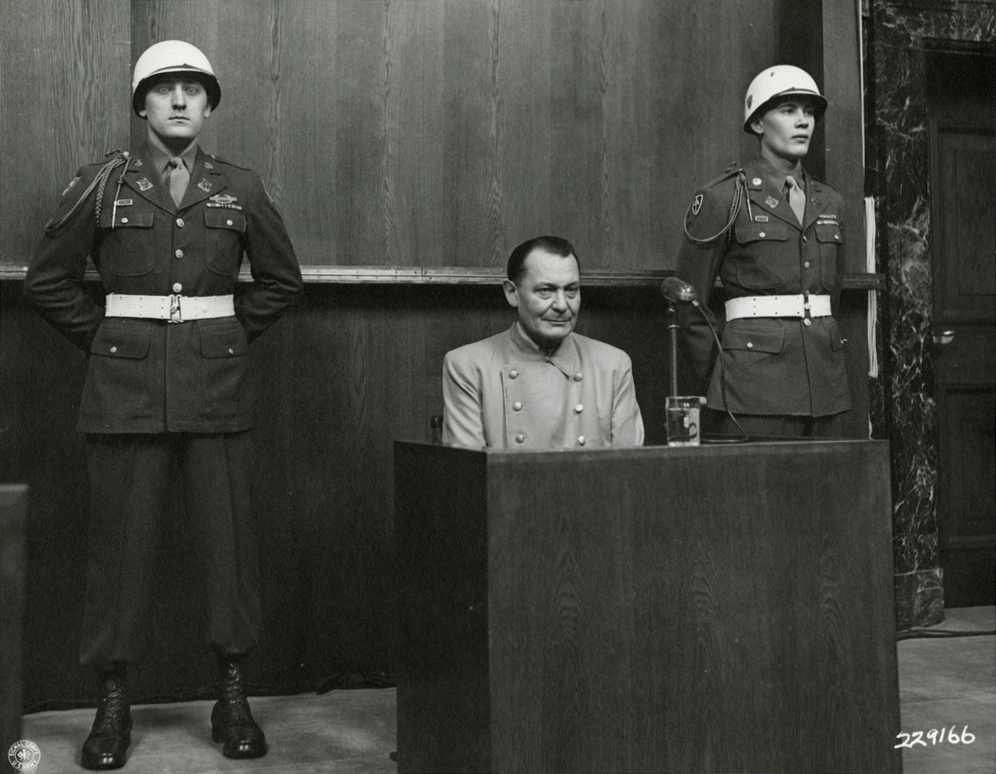
Герінг у супроводі двох офіцерів військової поліції під час судових слухань, 8 березня 1946

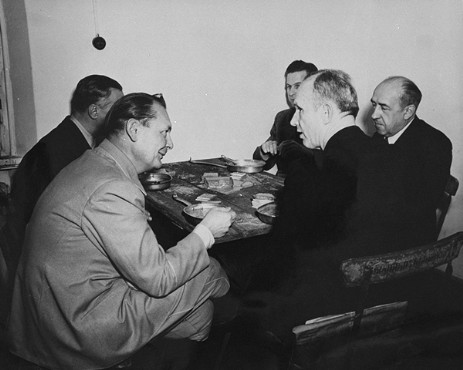
Під час обіду з іншими підсудними

Через кілька днів Герман Герінг був заарештований і як один з головних військових злочинців відданий суду Міжнародного військового трибуналу у Нюрнбергу. Під час слідства і суду був найважливішим підсудним. Герінг чудово усвідомлював своє становище другої (після Гітлера) особи в Третьому Рейху та охоче грав роль провідника серед інших головних обвинувачених нацистського режиму, хоча деякі з нацистських ватажків висловлювали стосовно до нього відверте презирство. Але патологічне марнославство не залишало «наці № 2» навіть на лаві підсудних. Під час процесу з'ясувалося, що роль Герінга як державного діяча й особливо воєначальника вищого рангу багато в чому була бутафорською. Обіймаючи велику кількість вищих посад у державі, він виконував покладені на нього обов'язки вкрай недбало, передоручав всю роботу власним підлеглим і не здійснював належного контролю за їхньою діяльністю. Величезну кількість документів, що проходила через нього, зокрема й особливої важливості, він підписував, навіть не читаючи їх. Проте на суді, треба віддати йому належне, Герінг не намагався заперечувати власну відповідальність за всі підписані ним документи та перекласти вину на когось іншого.
Свій захист під час суду Герінг вів досить вміло, виявляв велику винахідливість і спритність, не раз ставив своїх обвинувачів, особливо американця, у вельми скрутне становище. На відміну від деяких інших підсудних, Герінг жодного разу і ні в чому не намагався звалити відповідальність на Гітлера чи прикритися його ім'ям. Здебільшого, всю відповідальність він сміливо брав на себе і всією власною поведінкою прагнув підкреслити не тільки свою значущість в історії Третього Рейху, а й свою відданість Адольфу Гітлеру і справі націонал-соціалізму. Таку лінію поведінки Герінга не змогло похитнути навіть нагадування про те, що в останні дні війни Гітлер звинуватив його в державній зраді, і лише завдяки збігу обставин він зумів уникнути неминучої розправи.
Ніяких пом'якшувальних обставин у справі Герінга трибунал не знайшов і засудив його до смертної кари через повішення.
Пізно увечері 15 жовтня 1946 року, за 2:00 до страти, призначеної на 1.00 16 жовтня, колишній рейхсмаршал покінчив життя самогубством, проковтнувши ампулу з ціанистим калієм.
Піти від заслуженої відплати Герінгу допомогла недбалість американської влади, яка надала йому деякі привілеї як екстраординарному підслідному. Досить сказати, що за весь час перебування у в'язниці Герінга ні разу не обшукали, як слід. Кремація тіла Герінга була проведена в колишньому концтаборі Дахау, де ще зберігалася єдина піч для спалювання трупів. За рішенням Міжнародного військового трибуналу прах колишнього рейхсмаршала був скинутий до сміттєвої ями.
Під час ув'язнення, Герман Герінг давав інтерв'ю американському військовому психологу Густаву Гілберту. Спостереження, здійснені протягом інтерв'ю, допитів, підслуховування та розмов з німецькими в'язнями впродовж Нюрнберзького процесу, зокрема з Германом Герінгом, лягли в основу майбутніх публікацій, найвідоміша з яких «Нюрнберзький щоденник» (англ. The Nuremberg Diary). Про Герінга Гілберт написав окрему статтю «Герман Герінг: люб'язний психопат». Цікаво, що Гілберт сам був євреєм, але не казав нацистським лідерам про це задля налагодження контакту.
Відома розмова між Гілбертом та Германом Герінгом, оприлюднена в книжці:
Герінг: Ну звичайно, люди не хочуть війни. Навіщо якомусь бідному нечупарі з села ризикувати власним життям на війні, коли найбільше, що він може отримати на ній, так це повернутися назад на свою ферму одним цілим? Природно, звичайні люди не хочуть війни: ні в Росії, ні в Англії, ні в Америці, ні в Німеччині. Це зрозуміло. Але, зрештою, є лідери країни, які визначають її політику і для них це завжди просте питання направити людей вперед, чи це демократія, чи фашистська диктатура, чи парламент, чи комуністична диктатура.
Гілберт: Є одна різниця. У разі демократії люди мають право голосу через своїх обраних представників, а в Сполучених Штатах лише Конгрес може оголошувати війни.
Герінг: Все це дуже добре, але чи є право голосу, чи немає, люди завжди можуть бути залучені до ігор своїх лідерів. Це легко. Все, що вам потрібно зробити — це сказати їм, що на них напали і звинуватити пацифістів у браку патріотизму та що країні загрожує небезпека. Це працює однаково у будь-якій країні.

## Роль Германа Герінга в історії

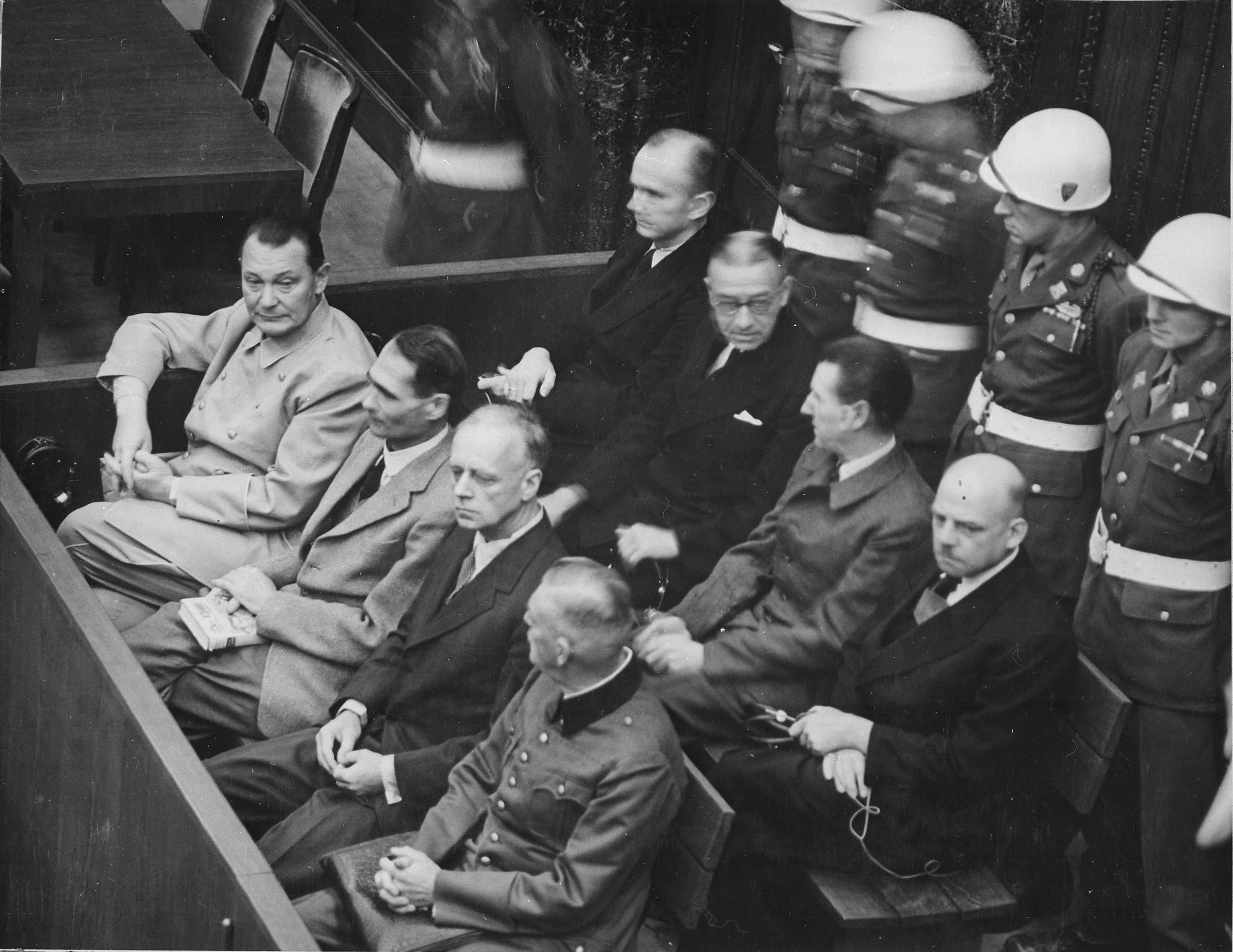
Герінг на Нюрнберзькому процесі (у першому ряду зліва)

Серед гітлерівських фельдмаршалів Герінг посідав особливе положення. За віком він належав до їхнього молодшого покоління, але за своїм службовим становищем в ієрархії Третього Рейху мав над усіма велику перевагу, а для деяких з них був ще й безпосереднім начальником. Ставши генерал-фельдмаршалом ще до війни в 45-річному віці, Герінг протягом понад двох років (1938–1940) був єдиним чинним фельдмаршалом у німецькій армії й, природно, був старшим серед воєначальників Третього Рейху, професіоналізм, командний і службовий досвід яких не йшов ні в яке порівняння з «військовими даруваннями» гауптмана запасу і новоявленого фельдмаршала. Але на то була воля фюрера, що вручив фельдмаршальський жезл колишньому льотчикові, який став «наці № 2». Майбутні полководці Третього Рейху не могли в той час ще й мріяти про таке високе військове звання як генерал-фельдмаршал. Всі вони чудово розуміли, що фельдмаршальське звання «наці № 2» не більш ніж бутафорія, яка тішить безмежне марнославство колишнього льотчика, що став, за примхою долі, другою після Гітлера людиною у нацистській Німеччині. Тому, стосовно його військових здібностей ніхто ніяких ілюзій не мав. Уже в той довоєнний час нікчемність Герінга як воєначальника великого масштабу була очевидна і викликала лише презирливу посмішку у військових професіоналів. Ніяких сподівань щодо цього не мав і сам фюрер, який у 1938 рішуче поклав край претензіям Герінга на посади військового міністра й головнокомандувача збройними силами.
Але, з іншого боку, Герінг був старим і до того ж найближчим соратником Гітлера по партії, і останній постійно мав це на увазі. Він був змушений постійно лавірувати між непомірними амбіціями свого надзвичайно честолюбного заступника, який відносив себе до «військового стану» і жадав на цій підставі нових чинів і нагород. Чималі побоювання фюрера викликала і невгамовна жадоба влади у Герінга. Разом з тим Гітлеру доводилося заплющувати очі на багато речей, що стосувалися особи та вчинків «партайгеноссе» Германа Герінга.
Як зазначено вище, подібно до інших вищих воєначальників Третього Рейху, Герінг почав власну військову кар'єру кадровим офіцером кайзерівської армії, закінчивши військове училище напередодні Першої світової війни. Він відважно бився в роки Першої світової війни спочатку в піхоті, а потім в авіації, прославився як один з найкращих льотчиків-винищувачів німецьких ПС й командував найславетнішим з авіаційних підрозділів німецької армії — винищувальною ескадрильєю «Ріхтгофен».

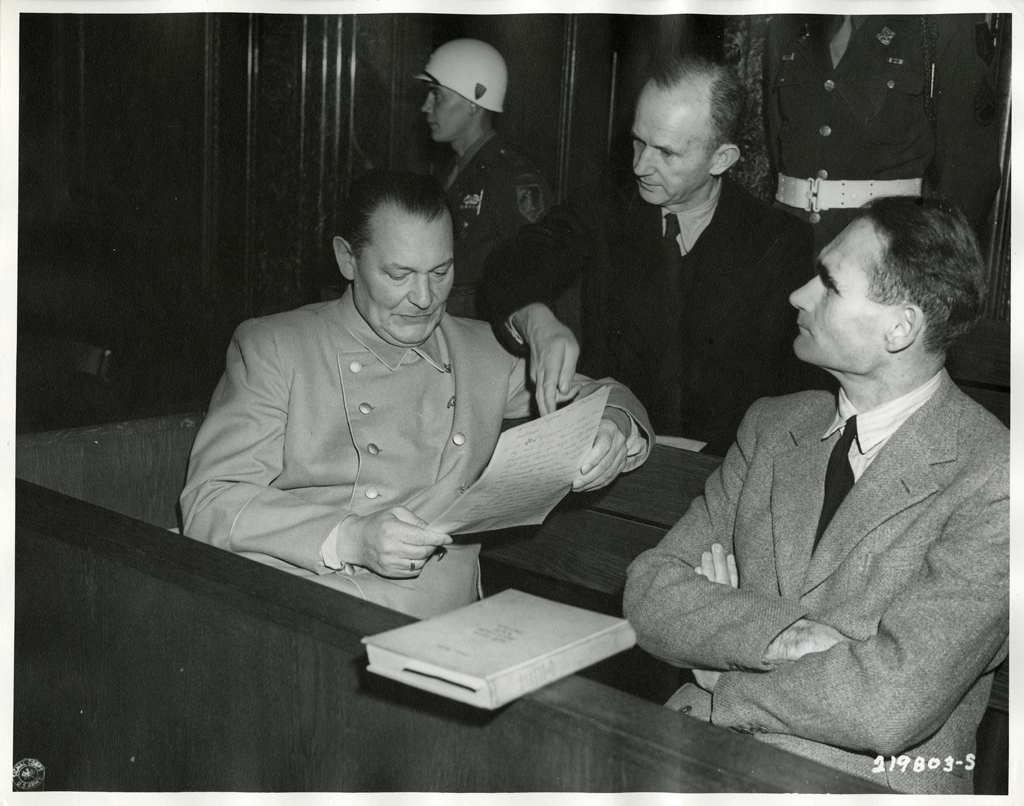
На Нюрнберзькому процесі. 26 листопада 1945

Згодом приєднавшись до націонал-соціалістичного руху, Герінг швидко посів у ньому передове положення, ставши одним з найближчих соратників Гітлера і залишався ним близько 23 років. Разом з Гітлером Герінг пройшов весь шлях нацистської партії (НСДАП) — від невеликої містечкової організації націонал-соціалістів до керівничої партії однієї з найбільших держав світу. У лічені роки він стає одним з найбагатших людей не лише в Німеччині, але і в Європі, влада його майже безмежна — тільки фюрер міг вимагати від нього звіту.
Поступово необмежена влада розбестила Герінга, який починав свій шлях, за образним висловом одного свого сучасника, як «чесний солдат». Якщо на початку власної політичної кар'єри це був бадьорий, енергійний, винахідливий і цілеспрямований чоловік, то з плином часу його прикладна діяльність стала відрізнятися млявістю, незібраністю й цілковитим запереченням очевидної дійсності. Обіймаючи непомірну для однієї звичайної людини кількість всіляких постів і посад, Герінг не міг та, мабуть, і не дуже прагнув, зосередитися хоча б на якомусь одному з напрямків своєї «багатогранної» діяльності. Він виконував переважно лише представницькі завдання, розглядаючи власні незліченні посади як свого роду синекуру й воліючи вести життя сибарита. До того ж, в силу свого владного характеру Герінг не терпів ніяких заперечень з боку підлеглих. Становище погіршувалася його частим фізичним нездужанням і хворобливим станом, а також наркотичною залежністю. У підсумку — провал йшов за провалом. Цим користувалися численні явні та таємні недруги «наступника фюрера», щоби підірвати його вплив і дискредитувати в очах Гітлера.
Наймогутнішими з ворогів Герінга у вищому ешелоні влади, з якими він нічого не міг вдіяти, були Гіммлер, Ґеббельс і Борман. Ділові якості свого наступника, його неспроможність як державного і військового діяча не були таємницею для Гітлера. Але давня дружба і, головне, відданість Герінга, в якій Гітлер відкрито ніколи не сумнівався, ще довгий час відігравали вирішальну роль у його стосунках з цією людиною. Прозріння фюрера настало лише під час війни. Поразка Люфтваффе в «битві за Англію», потім — у битві під Москвою і, нарешті, катастрофа під Сталінградом остаточно переконали Гітлера в неспроможності Герінга як головнокомандувача німецькими ПС і відповідального за економіку країни. Вплив рейхсмаршала дуже похитнувся, його авторитет в керівних колах Третього Рейху різко впав. Проте розлучитися з ним Гітлер не наважився. Повноваження Герінга були істотно урізані, але всі свої пости він тим не менш зберіг. І лише вимога Герінга в останні дні війни, хоч і викладена в підлесливих виразах, передати йому повноваження голови держави осатаніли Гітлера. Але і тут велику роль зіграв давній недруг Герінга Борман, що представив фюреру радіограму рейхсмаршала як ультиматум, а його вчинок тлумачив як державну зраду.
«Мені вже давно відомо, що Герінг загруз у розпусті, — в люті кричав фюрер, — опустився і став наркоманом!»
Однак пропозицію Бормана про негайний розстріл Герінга він відразу ж й без вагань відхилив. «Ні, ні, не те, — відрізав Гітлер, — я позбавлю його всіх посад і права бути моїм наступником». Попри глибоке розчарування у відданості власного давнього соратника, Гітлер все ж і цього разу не зважився на крайні заходи стосовно до Герінга, хоча оточення наполегливо підштовхувало його до такого рішення.
Герінгу не можна відмовити в особистій хоробрості, мужності й рішучості. Він мав відмінну пам'ять і швидку кмітливість, вмів отримати прихильність людей, справляючи враження простодушної й товариської людини. Мав велику повагу в Люфтваффе, особливо серед льотчиків. Водночас йому були притаманні такі від'ємні риси, як жорстокість, марнославство і жадібність. Герінг був натхненником і організатором багатьох злочинних акцій нацистів, здійснених ними в передвоєнний час і особливо в роки Другої світової війни. Його дії відрізнялися не лише жорстокістю, але і нахабством і повним цинізмом стосовно норм міжнародного права і людяності. Він діяв так, як нібито ніякі закони для нього не були писані й жодних моральних обмежень не існувало.

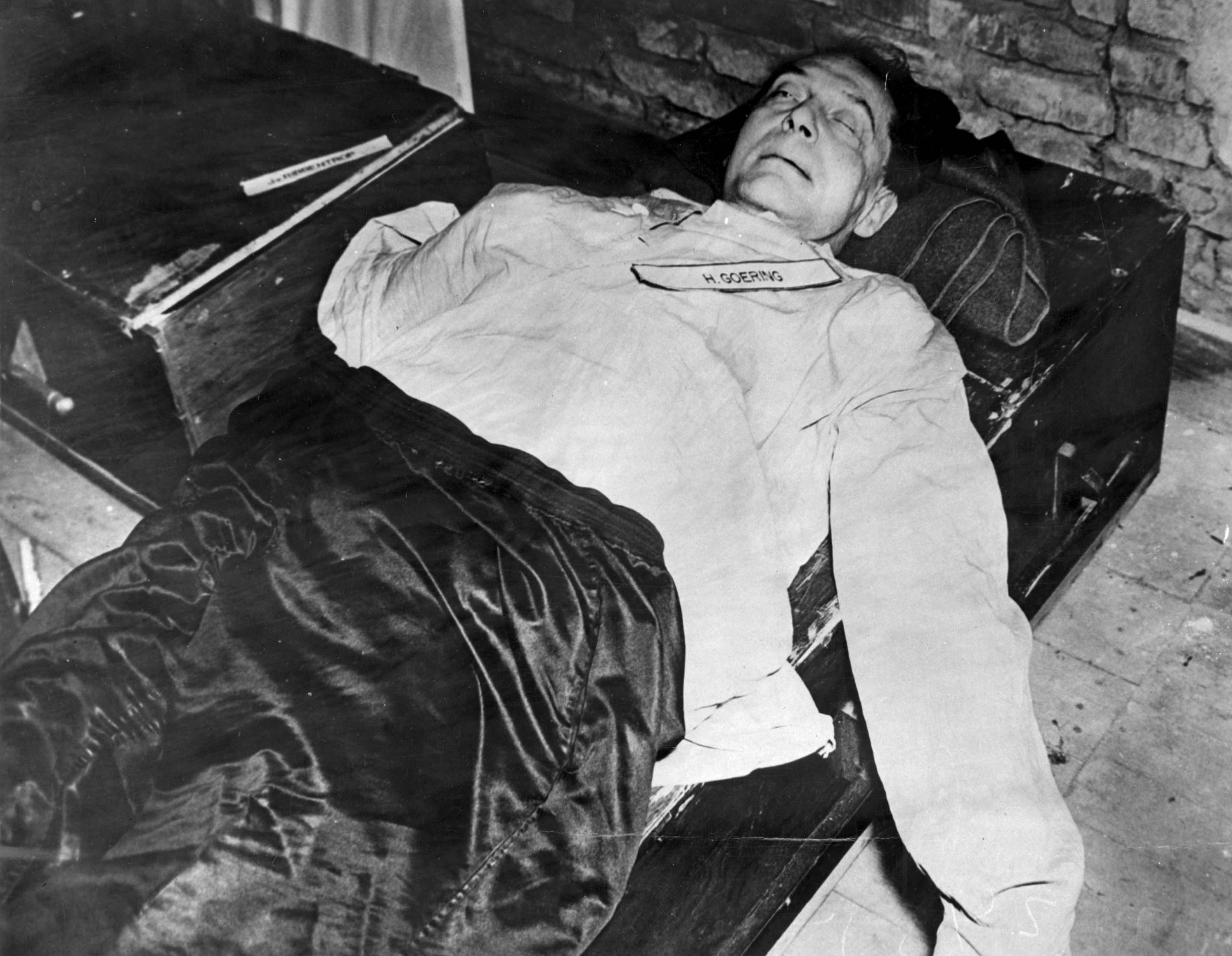
Тіло Герінга. 16 жовтня 1946

Герінг не відчував особливих симпатій до євреїв, але і не був затятим антисемітом, подібно до багатьох своїх колег-ватажків нацистського рейху. Попри те, що він надав заступництво деяким особисто знайомим йому єврейським сім'ям і врятував їх від розправи, загалом же Герінг цілком підтримував програму Гітлера з «остаточного розв'язання єврейського питання». Так, 30 липня 1941 року він без вагань підписав представлений йому начальником Головного управління імперської безпеки (РСХА) Р.»Гейдріхом документ про «остаточне розв'язання єврейського питання», згідно з яким знищенню підлягали 20 млн євреїв.
Марнославство Герінга було неймовірним. Крім високих військових звань він мав безліч різного роду нагород. За деякими даними, одних тільки орденів і медалей у нього налічувалося понад 200, більшість з яких були іноземні.
Всупереч розхожій думці, що зображувала гітлерівського рейхсмаршала обвішаного хрестами, зірками та медалями з голови до ніг, зазвичай насправді Герінг носив військову форму без нагород. Під час же війни він носив тільки отримані ним ще за заслуги у Першій світовій війні орден «Pour le Mérite», Залізний хрест 1-го ступеня і Золоту медаль повітряного флоту. Всі інші його нагороди зберігалися в «Карінхалле», де була обладнана спеціальна засклена шафа, щоби гості могли подивитися на цей іконостас і захоплюватися заслугами рейхсмаршала. На зустрічах з іноземцями Герінг зазвичай одягав нагороди відповідної країни.
Основним джерелом походження цього багатства був банальний грабунок, що проводився нацистським урядом на державному рівні спочатку у власній країні, а потім — на теренах захоплених німецькими військами країн. Герінг, як один з головних натхненників і організаторів цього грабунку, зазвичай, отримував найбільші й ласі шматки захопленої здобичі. Його щорічний чистий прибуток становив близько 1,3 млн марок. Але, попри такі величезні суми доходів, новоявлений мільйонер постійно потребував грошей. Його борги банкірам і державі досягали 7 млн. марок. Він постійно мав борг з виплати податків перед держскарбницею. Життя не за коштами вимагало все нових і нових витрат, покривати які Герінг прагнув шляхом нових захоплень чужої власності на окупованих німецькими військами територіях.
Вельми примітним є той факт, що при собі грошей Герінг ніколи не мав. Роз'їжджаючи ще до війни багатьма країнами світу, а під час війни окупованими країнами, він дуже любив робити наддорогі покупки для прикрашання своїх вілл і палаців, ніколи не цікавлячись ціною. При цьому завжди лунав стандартний наказ ад'ютантові: «Браухіч, заплати!» (Старшим ад'ютантом Герінга був оберст Бернд фон Браухіч, син генерал-фельдмаршала Браухіча).
Як і Гітлер, Ґерінг з великою підозрою і настороженістю ставився до Генерального штабу. Його завжди лякала, а часом і дратувала та спокійна впевненість і холодна зарозумілість генштабістів, їхня здатність аргументовано спростовувати й з притаманною тільки їм манерою витончено виставляти на посміховисько різного роду прожекти, висунуті вискочками й дилетантами з питань військової справи, котрі вважають себе стратегами, які б вони пости не обіймали й скільки б великих зірок не красувалося на їхніх погонах. Кінець Герінга був трагічний. Його запаморочливий злет завершився нищівним падінням і повним життєвим фіаско. Він втратив все, що мав, зокрема й власне життя. Останній трюк, який вдалося провернути цьому улюбленцю долі, навіть після того, як фортуна від нього остаточно відвернулася, — це уникнути ганебної смерті на шибениці.

### Герінг і Україна
За завданням Гітлера Герінг ще до нападу на СРСР очолив роботи зі складання спеціальних «Директив з керівництва економікою в окупованих східних областях» («Зелена тека»). 29 червня 1941 року за наказом Гітлера Герінг був призначений «уповноваженим з використання економіки окупованих східних областей», майже економічним диктатором на захоплених територіях. Діяльність Герінга у цьому напрямку координували великі німецькі підприємці Крупп, Стіннес, Тіссен, Флік тощо.
Як організатор економічної експансії Німеччини в Україні, Герінг заохочував відкрите і нічим не обмежене пограбування. Створив концерн «Герман Герінг верке», до якого було залучено на правах особистого володіння низку найбільших невивезених підприємств України, зокрема, Ворошиловградський паровозобудівний завод та інші. Дії Герінга, як економічного диктатора України, відзначалися екстремізмом та жорстокістю.

## Нагороди рейхсмаршала Германа Герінга

### Німецька імперія
- Залізний хрест
  - 2-го класу (15 вересня 1914)
  - 1-го класу (22 березня 1915)
- Нагрудний знак пілота-спостерігача (Пруссія) (15 листопада 1914)
- Орден Церінгенського лева, лицарський хрест 2-го класу з мечами (19 серпня 1915)
- Нагрудний знак військового пілота (Пруссія) (12 жовтня 1915)
- Почесний кубок для переможця у повітряному бою (15 квітня 1916)
- Королівський орден дому Гогенцоллернів, лицарський хрест з мечами (20 жовтня 1917)
- Орден Військових заслуг Карла Фрідріха, лицарський хрест (2 червня 1918)
- Pour le Mérite (2 червня 1918)
- Нагрудний знак «За поранення» в чорному

### Веймарська республіка
- Пам'ятний знак пілота (Пруссія)
- Почесна медаль Світової війни з бойовою відзнакою
- Почесний знак Німецького об'єднання автомобілістів і повітроплавців в золоті

### Третій Рейх
- Членський знак Сталевого шолому (1933)
- Орден крові (9 листопада 1933)
- Золотий партійний знак НСДАП (1 грудня 1933)
- Почесний знак Німецького Червоного Хреста
  - 1-го класу (1934)
  - великий хрест
- Почесний хрест ветерана війни з мечами (1 вересня 1934)
- Орден дому Саксен-Ернестіне, великий хрест (1930-ті)
- Знак льотного складу (19 січня 1935)
- Пам'ятна нарукавна стрічка «Винищувальна ескадра барона фон Ріхтгофена №1 1917/18» (1935)
- Медаль «За вислугу років у Вермахті» 4-го, 3-го, 2-го і 1-го класу (25 років)
- Німецький Олімпійський знак 1-го класу
- Срібний орел гау Тюрингія (20 квітня 1937)
- Золотий почесний знак гау Берлін
- Посадовий ланцюг президента і члена президіуму Німецької академії аеронавтики (21 січня 1938)
- Почесний знак протиповітряної оборони 1-го ступеня (20 квітня 1938)
- Медаль «У пам'ять 13 березня 1938 року»
- Медаль «У пам'ять 1 жовтня 1938» із застібкою «Празький град»
- Медаль «У пам'ять 22 березня 1939 року»
- Медаль «За вислугу років у НСДАП» в бронзі, сріблі та золоті (25 років)
- Застібка до Залізного хреста 2-го і 1-го класу (30 вересня 1939)
- Лицарський хрест Залізного хреста (№ 4; 30 вересня 1939) — отримав 3 нагороди одночасно.
- Данцигський хрест 2-го і 1-го класу (жовтень 1939)
- Великий хрест Залізного хреста (19 липня 1940) — за успішне завершення Французької кампанії.
- Комбінований Знак Пілот-Спостерігач в золоті з діамантами
- Нагрудний знак підводника з діамантами — подарований Карлом Деніцем.

### Третє Болгарське царство
- Орден «Святі Рівноапостольні Кирило та Мефодій», малий орденський ланцюг
- Орден «Святий Олександр»
  - великий хрест із зіркою і діамантами
  - малий орденський ланцюг
- Орден «За хоробрість» 1-го ступеня, 1-й клас

### Угорське королівство
- Королівський угорський орден Святого Стефана, великий хрест
- Орден Заслуг (Угорщина), великий хрест з короною Святого Іштвана

### Італійське королівство
- Орден Святих Маврикія та Лазаря, великий хрест (1938)
- Вищий орден Святого Благовіщення, малий орденський ланцюг (22 травня 1940)
- Орден Корони Італії, великий хрест
- Савойський військовий орден, великий хрест (27 листопада 1941)
- Колоніальний орден Зірки Італії, великий хрест
- Орден Римського орла, великий срібний хрест

### Іспанія
- Імперський орден Ярма та Стріл, великий ланцюг
- Нагрудний знак пілота (Іспанія)

### Румунське королівство
- Орден Михая Хороброго 3-го, 2-го і 1-го класу (21 жовтня 1941) — отримав 3 нагороди одночасно.
- Орден «Доблесний авіатор», командорський хрест з військовою відзнакою і мечами
- Орден Кароля I, великий хрест і ланцюг
- Нагрудний знак військового пілота (Румунія)

### Фінляндія
- Орден Білої троянди (Фінляндія), великий хрест з мечами
- Орден Лева Фінляндії, великий хрест з мечами
- Нагрудний знак пілота (Фінляндія) з діамантами (27 серпня 1941)
- Орден Хреста Свободи, великий хрест з мечами (25 березня 1942)

### Японська імперія
- Орден Квітів павловнії (29 вересня 1943)
- Орден Вранішнього Сонця 1-го ступеня
- Почесна катана національної організації Shochoku Seishin Shinko-kai — «За вірність Великій Німеччині і видатні військові подвиги.»

### Незалежна Держава Хорватія
- Орден Корони короля Звонимира, великий хрест із зіркою і дубовим листям
- Нагрудний знак військового пілота (Хорватія)

### Інші країни
- Військова медаль (Османська імперія)
- Орден Цариці Тамари (Грузинська Демократична Республіка)
- Орден Данеброг, великий хрест з діамантами (Данія; 6 серпня 1938)
- Орден Меча, великий хрест (Швеція; 2 лютого 1939)
- Орден Білого орла (Сербія), великий хрест (Королівство Югославія)
- Орден Хреста Перемоги, великий хрест (Перша словацька республіка)

## Відео
- Видеохронограф — Герман Геринг
- Информация к размышлению — Геринг [Архівовано 27 червня 2015 у Wayback Machine.] — Фрагмент телесеріалу «17 мгновений весны»
- Крылья дьявола. Герман Геринг [Архівовано 24 грудня 2012 у Wayback Machine.]